# Eriocoelum pungens
Eriocoelum pungens är en kinesträdsväxtart som beskrevs av Ludwig Radlkofer och Adolf Engler. Eriocoelum pungens ingår i släktet Eriocoelum och familjen kinesträdsväxter. Utöver nominatformen finns också underarten E. p. inermis.